# Ion Mihai Pacepa
Ion Mihai Pacepa (Bucarest, 28 ottobre 1928 – New Jersey, 14 febbraio 2021) è stato un militare rumeno naturalizzato statunitense.
Fu il più alto ufficiale in grado ad aver disertato dall'ex blocco sovietico.

## Biografia
Nel luglio del 1978 Pacepa era un generale della Securitate e rivestiva anche l'incarico di consigliere del presidente della Romania Nicolae Ceaușescu per la sicurezza dello Stato. Egli disertò accettando la proposta di asilo politico offerta dall'allora presidente degli Stati Uniti d'America Jimmy Carter. Il fatto avvenne nell'ambasciata americana a Bonn, dove Pacepa era stato inviato da Ceaușescu per riferire una notizia riservata all'allora cancelliere Helmut Schmidt. Nel settembre del 1978 il tribunale militare di Bucarest lo condannò a morte in contumacia per alto tradimento, fissando un premio di due milioni di dollari per la sua cattura.
Pacepa scrisse libri e occasionalmente articoli per il The Wall Street Journal e vari altri giornali come il The Washington Times e la testata online FrontPage Magazine. In essi, l'ex generale della Securitate attribuiva al KGB quasi tutti gli attentati terroristici che ebbero luogo nel secondo dopoguerra, anche quelli di matrice islamica. Egli affermava inoltre che tutte le organizzazioni armate in Medio Oriente, sia l'OLP che i gruppi terroristici d'ispirazione musulmana, furono create a tavolino dai servizi segreti sovietici. Sempre secondo Pacepa, anche lo stesso concetto del "popolo palestinese" sarebbe stato coniato dal KGB con lo scopo di indebolire l'influenza statunitense in quella parte del mondo.
Pacepa è morto negli USA il 14 febbraio 2021 per complicazioni da Covid-19.